# Champions (gioco di ruolo)
Champions è un gioco di ruolo pubblicato dalla Hero Games di ambientazione supereroistica. Venne creato da George McDonald, Steve Peterson, Bruce Harlick e Ray Greer.
L'ultima edizione del gioco, pubblicata a inizio 2010, usa la sesta edizione dell'Hero System, come revisionata da Steve Long, ed è stata scritta da Aaron Allston.

## Il sistema di gioco
Champions, venne pubblicato per la prima volta nel 1981, ed è uno dei primi giochi di ruolo in cui la generazione del personaggio è basata su un sistema di acquisto a punti, piuttosto che su tiri casuali del dado. Il giocatore decide il tipo di personaggio giocare e lo progetta usando un numero fissato di "punti personaggio", abbreviati generalmente come "CP" (character point). Il numero di punti personaggio disponibili fissa in generale la potenza massima del personaggio. I punti possono essere usati in diverse maniere: per aumentare le caratteristiche personali, come forza o intelligenza, per acquistare abilità come arti marziali o programmazione di computer, o per acquistare superpoteri, come volo supersonico o telepatia. Questo sistema a punti venne lodato dai recensori per il bilanciamento che dava ai personaggi rispetto alla generazione usando tiri casuali di dado.
I giocatori sono obbligati non solo a progettare i poteri di un eroe, ma anche le sue abilità, svantaggi e altri tratti. Perciò i personaggi di Champions sono costruiti con amici, nemici e debolezze, insieme a poteri e abilità con un numero di punti personaggio variabile. Questo approccio al progetto intendeva rendere tutte le sfaccettature dei personaggi di Champions bilanciati uno rispetto all'altro indifferentemente delle specifiche abilità e caratteristiche possedute dai personaggi. Al termine di un'avventura i personaggi ricevono ulteriori punti avventura con cui comprare altre abilità o eliminare svantaggi.
I giocatori possono progettare superpoteri personalizzati, piuttosto che offrire un menù di poteri specifici (come per esempio "vista laser") i poteri in Champions sono definiti dal loro effetto, un raggio di energia è lo stesso potere sia che rappresenti un raggio laser, un dardo di ghiaccio o un incantesimo mistico. Se un giocatore desidera che il suo personaggio possieda una vista laser comprerà il superpotere "energy blast" ("raggio di energia") e lo definirà come un raggio laser che parte dagli occhi del personaggio. Il regolamento di Champions include regole che controllano molti tipi differenti di poteri generici che possono essere modificati per adattarsi alle idee del giocatore.
Le regole permettono di simulare le situazioni nei fumetti di supereroi, come per esempio far svenire un personaggio,ucciderlo o farlo arretrare contro un muro con la forza dei propri colpi. Ci sono regole speciali per sollevare e lanciare oggetti pesanti, come portaerei.

## Storia editoriale
La prima bozza del sistema di combattimento e delle caratteristiche di Champions venne scritta da George McDonald, durante "una noiosa lezione al college", e successivamente vi integrò un metodo di costruzione del personaggio a punti, ispirato a quello che aveva ideato George Shaw modificando Superhero 2044 (il primo gioco di ruolo sui supereroi). Steve Peterson batté a macchina le regole sviluppate da George McDonald.  Dopo due anni e mezzo di playtesting, venne pubblicata la prima edizione di Champions, un manuale di 65 pagine. Le regole furono riviste e aggiornate nel 1982, pubblicandole sia in formato di unico volume (96 pagine), sia in formato in scatola (2 manuali di 80 e 16 pagine ciascuno, mappa di combattimento, dadi).
La terza edizione rivista venne pubblicata nel 1984, anche in questo caso in singolo volume (144 pagine), e set in scatola (due manuali di 96 e 40 pagine, mappa di combattimento, dadi).
Il sistema di Champions venne adattato anche ad altri generi, con un gioco di ruolo di spionaggio, Espionage (1983) , uno dedicato al genere pulp degli anni venti e trenta,  Justice Incorporated (1984), ed altri ancora (Danger International,  Fantasy Hero, Robot Warriors e Star Hero). Ognuno di questi conteneva regolamento di gioco completo, con modifiche ed adattamenti per il nuovo genere e pertanto il sistema di gioco cominciava a diventare sempre più sparso in vari manuali. Nel 1987 venne deciso di riunificare le varie versioni del regolamento in un tutto unico il regolamento in un tutto unico e dopo due anni di lavoro venne pubblicato la quarta edizione, a cura di George McDonald, Steve Peterson e Rob Bell e pubblicata dalla Iron Crown Enterprise con cui nel frattempo la Heroes Games aveva stretto una partnership per affidargli la stampa e distribuzione dei manuali.
La quinta edizione, Champions Superpowered Roleplaying, a cura di Aaron Allston e Steven S. Long, fu pubblicata nel 2002, come supplemento di Hero System, 5ª edizione dalla DOJ inc, per conto della Hero Games.

## Altri media

### Fumetto
A partire dal giugno 1986 venne pubblicata dalla Eclipse Comics una miniserie a fumetti basata sui personaggi della prima campagna di Champions, che venne seguita da una serie regolare pubblicata dalla Hero Comics (successivamente Hero Graphics e più tardi ancora Heroic Publishing). Come per la miniserie su Villains and Vigilantes i primi numeri contenevano le schede personaggio dei protagonisti, per permettere ai lettori di incorporarli nelle proprie campagne. Al 2007 l'Heroic Publishing pubblica ancora la serie, sebbene si sia ormai separata dai produttori del gioco.

### MMORPG
Un MMORPG basato sulla licenza di Champions venne annunciato dai Cryptic Studios, che avevano già prodotto il popolare City of Heroes. Il gioco venne pubblicato nel settembre 2009 ed è ambientato nell'universo già descritto in Champions e nei suoi supplementi.

## Premi
Champions ha ricevuto i seguenti premi:
- Silver Medal 2005 ENnies: Best Adventure per Villainy Amok[8]
- Gold Medal 2004 ENnies: Best Non-D20 Adventure per Champions Battlegrounds[9]
- Silver Medal 2004 ENnies: Best Non-D20 Adventure per Shades of Black[9]
- Inserito nella Origins Awards Adventure Gaming Hall of Fame (1999)[10]